# Abzeichen „Erfinder der UdSSR“

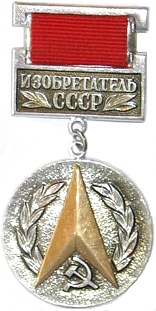

Das Abzeichen „Erfinder der UdSSR“ war ein Abzeichen der Sowjetunion.

## Verleihungsvoraussetzung
Das Abzeichen wurde jedem Erfinder in der UdSSR verliehen, der nach dem 20. August 1973 eine Erfindung staatlich hatte eintragen lassen, so die Erfindung in der Volkswirtschaft genutzt wurde. Zudem wurden auch Erfinder geehrt, die an einer entsprechenden Erfindung mitgearbeitet hatten.

## Geschichte
Das Abzeichen wurde automatisch mit der Bescheinigung der Eintragung von den entsprechenden staatlichen Stellen verliehen. Übergeben wurde es üblicherweise auf Tagungen und Kongressen, getragen wird/wurde es auf der rechten Seite der Brust.
Es ist nicht zu verwechseln mit dem Ehrentitel „Verdienter Erfinder der UdSSR“, der in der Geschichte nur 16 mal verliehen wurde. Das Abzeichen hingegen wurde weitaus häufiger verliehen und nicht als Teil der Titulatur geführt.